# یوشیتو اوکوبو
یوشیتو وکوبو (به انگلیسی: Yoshito Okubo) بازیکن فوتبال اهل ژاپن و عضو تیم ملی فوتبال ژاپن است که در تاریخ ۳۱ مه ۲۰۰۳ میلادی اولین بازی ملی‌اش را انجام داد. او در ۵۴ بازی ملی حضور داشت و آخرین بازی ملی خود را در تاریخ ۲۴ فوریه ۲۰۱۲ میلادی انجام داد. یوشیتو وکوبو در بازی‌های ملی‌اش
۵ گل به ثمر رساند.